# Wouter J. Hanegraaff
Wouter Jacobus Hanegraaff (* 10. April 1961 in Amsterdam) ist ein niederländischer Kulturhistoriker und Religionswissenschaftler. Er lehrt an der Universität von Amsterdam und gehört zu den führenden Esoterik-Forschern.

## Leben
Wouter Hanegraaff studierte von 1982 bis 1987 klassische Gitarre am Konservatorium von Zwolle und von 1986 bis 1990 Kulturgeschichte an der Universität Utrecht. 1995 promovierte er in Utrecht über New Age Religion and Western Culture: Esotericism in the Mirror of Secular Thought. 1999 wurde er auf den Lehrstuhl für die „Geschichte der hermetischen Philosophie und verwandter Strömungen“ an der Universität von Amsterdam berufen. Von 2002 bis 2006 war er Präsident der Holländischen Gesellschaft für Religionswissenschaft, von 2005 bis 2013 war er Präsident der European Society for the Study of Western Esotericism (auf Deutsch etwa: Europäische Gesellschaft für die Erforschung der westlichen Esoterik). 2006 wurde Hanegraaff in die Königlich Niederländische Akademie der Wissenschaften aufgenommen.

## Schriften

### Als Verfasser
- New Age Religion and Western Culture. Esotericism in the Mirror of Secular Thought. Leiden 1996; Nachdruck: Albany 1998.
- Swedenborg, Oetinger, Kant: Three Perspectives on the Secrets of Heaven. West Chester 2007.
- Esotericism and the Academy: Rejected Knowledge in Western Culture. Cambridge University Press, Cambridge 2012.
- Western Esotericism: A Guide for the Perplexed. Bloomsbury, London 2013.
- Hermetic Spirituality and the Historical Imagination. Altered states of knowledge in late antiquity. Cambridge University Press, Cambridge 2022, ISBN 978-1-009-12306-8.
- Esotericism in Western Culture: Counter-Normativity and Rejected Knowledge. Bloomsbury, London 2025, ISBN 978-1-350-45968-7.

### Als Herausgeber
- mit Ria Kloppenborg: Female Stereotypes in Religious Traditions. Brill, Leiden 1995.
- mit Roelof van den Broek: Gnosis and Hermeticism from Antiquity to Modern Times. Albany 1998.
- mit Antoine Faivre: Western Esotericism and the Science of Religion. Louvain 1998.
- mit Richard Caron, Joscelyn Godwin und J.-L. Vieillard-Baron: Esotérisme, gnoses & imaginaire symbolique: Mélanges offerts à Antoine Faivre. Louvain 2001.
- mit Ruud M. Bouthoorn: Lodovico Lazzarelli (1447–1500). The Hermetic Writings and Related Documents. Arizona Center for Medieval and Renaissance Studies, Tempe 2005.
- mit Antoine Faivre, Roelof van den Broek und Jean-Pierre Brach: Dictionary of Gnosis and Western Esotericism. 2 Bände. Leiden 2006.
- mit Jeffrey J. Kripal: Hidden Intercourse. Eros and Sexuality in the History of Western Esotericism. Brill, Leiden 2008.